# 布拉德·坦迪
布拉德利·爱德华·坦迪（英語：Bradley Edward Tandy，1991年5月2日—），南非男子游泳运动员，2018年英联邦运动会男子50米自由泳银牌得主和男子4×100米混合泳接力铜牌得主、2018年世界短池游泳锦标赛男子50米自由泳铜牌得主。